# Podolets
Podolets (en rus: Подолец) és un poble de l'óblast de Vladímir, a Rússia, segons el cens del 2010 tenia 291 habitants. Pertany al districte municipal de Iúriev-Polski.